# 최우석 (1986년)
최우석(1986년 7월 22일 ~ )는 대한민국의 전 축구 선수로, 포지션은 미드필더였다.